# Mantispa nana
Mantispa nana är en insektsart som beskrevs av Wilhelm Ferdinand Erichson 1839. Mantispa nana ingår i släktet Mantispa och familjen fångsländor. Inga underarter finns listade i Catalogue of Life.